# Henri Guillaume Galeotti
Henri Guillaume Galeotti, född 10 september 1814 i Paris, död 14 mars 1858 i Bryssel, var en fransk-belgisk botaniker och geolog, specialiserad på kaktusväxter.
Auktorsnamnet Galeotti kan användas för Henri Guillaume Galeotti i samband med ett vetenskapligt namn inom botaniken; se Wikipediaartiklar som länkar till auktorsnamnet.
Alternativt auktornamn:
Auktorsnamnet Gal. kan användas för Henri Guillaume Galeotti i samband med ett vetenskapligt namn inom botaniken; se Wikipediaartiklar som länkar till auktorsnamnet.

## Eponymer
Familjer Galeottia IPNI listar följande arter i denna familj (rensat från dubbletter från olika IPNI-källor 
- (Acanthaceae)
  - Galeottia Nees
  - Galeottia glandulosa Kuntze
  - Galeottia glandulosa (Oerst.) Kuntze
  - Galeottia glandulosa Kuntze
  - Galeottia gracilis Nees
  - Galeottia haematodes Kuntze
  - Galeottia haematodes (Schltdl.) Kuntze
  - Galeottia haematodes Kuntze, 1891
  - Galeottia sessilifolia Kuntze
  - Galeottia sessilifolia (Oerst.)Kuntze
  - Ruellia galeottii Leonard
- (Adiantaceae)
  - Cheilanthes galeottii (Fée) Mickel & Beitel
- (Anacardiaceae)
  - Schmaltzia galeottii (Standl.) F.A.Barkley
- (Apiaceae)
  - Eryngium galeottii Hemsl.
- (Araceae)
  - Anthurium galeottii K.Koch
- (Aristolochiaceae)
  - Aristolochia galeottii Duch.
- (Asclepiadaceae)
  - Asclepias galeottii E.Fourn.
- (Begoniaceae)
  - Begonia galeottii Hort.Berol. ex Klotzsch
- (Blechnaceae)
  - Blechnum galeottii T.Moore
- (Boraginaceae)
  - Lithospermum galeottii Brand
- (Bromeliaceae)
  - Podaechmea galeottii (Baker) L.B.Sm. & W.J.Kress
- (Cactaceae)
  - Echinocactus galeottii Scheidw.
- (Convolvulaceae)
  - Calonyction galeottii M.Martens ex M.Martens & Galeotti
- (Cucurbitaceae)
  - Apodanthera galeottii Cogn.
- (Cycadaceae)
  - Palmifolium galeottii (de Vriese) Kuntze
- (Cyperaceae)
  - Uncinia galeottii Boott ex C.B.Clarke
- (Dennstaedtiaceae)
  - Lindsaea galeottii Fée
- (Dryopteridaceae)
  - Megalastrum galeottii (M.Martens) R.C.Moran & J.Prado
- (Fabaceae)
  - Centrosema galeottii Fantz
- (Fagaceae)
  - Quercus galeottii M.Martens
- (Hymenophyllaceae)
  - Trichomanes galeottii Fourn.
- (Lamiaceae)
  - Stachys galeottii M.Martens
- (Loasaceae)
  - Mentzelia galeottii Urb. & Gilg
- (Lythraceae)
  - Cuphea galeottii Hort.Berol. ex Koehne
- (Malvaceae) Abutilon galeottii Baker f.
- (Melastomataceae)
  - Staphidium galeottii Naudin
- (Mimosaceae)
  - Mimosa galeottii (Benth.) Britton & Rose
- (Onagraceae)
  - Lopezia galeottii Planch.
- (Orchidaceae)
  - Galeottia A.Rich. & Galeotti
  - Galeottia A.Rich.
  - Galeottiella Schltr
  - Galeottia acuminata (C.Schweinf.) Dressler & Christenson
  - Galeottia antioquiana (Kraenzl.) Dressler & Christenson
  - Galeottia antioquiana (Kränzl.) Dressler & Christenson
  - Galeottia beaumontii Lindl. & Paxton
  - Galeottia burkei (Rchb.f.) Dressler & Christenson
  - Galeottia ciliata (C.Morel Dressler & Christenson
  - Galeottia colombiana (Garay) Dressler & Christenson
  - Galeottia fimbriata (Linden & Rchb.f.) Linden ex Lindl.
  - Galeottia grandiflora A.Rich. & Galeotti
  - Galeottia jorisiana Schltr.
  - Galeottia marginata (Garay) Dressler & Christenson
  - Galeottia negrensis Schltr.
  - Galeottia peruviana D.E.Benn. & Christenson
  - Galeottia prainiana (Rolfe) Dressler & Christenson
  - Prescottia galeottii Rchb.f.
- (Oxalidaceae)
  - Ionoxalis galeottii (Turcz.) Rose
- (Piperaceae)
  - Peperomia galeottii Miq.
- (Poaceae)
  - Andropogon galeottii E.Fourn.
  - Galeottia Rupr. ex Galeotti
- (Polygalaceae)
  - Polygala galeottii Chodat
- (Pteridaceae)
  - Pteris galeottii Hook.
- (Ranunculaceae)
  - Ranunculus galeottii Turcz.
- (Rubiaceae)
  - Rondeletia galeottii Standl.
- (Rutaceae)
  - Megastigma galeottii Baill.
- (Selaginellaceae)
  - Lycopodioides galeottii (Spring) Kuntze
- (Solanaceae)
  - Solanum galeottii Dunal
- (Thelypteridaceae)
  - Phegopteris galeottii Fée
- (Tiliaceae)
  - Trichospermum galeottii (Turcz.) Kosterm.
- (Violaceae)
  - Hybanthus galeottii (Turcz.) Morton
- (Viscaceae)
  - Phoradendron galeottii Trel.
- (Vittariaceae)
  - Antrophyum galeottii Fée
- (Woodsiaceae)
  - Athyrium galeottii Fée
- (Zamiaceae)
  - Zamia galeottii de Vriese